# Ároktő
Ároktő (vyslovováno [árokté]) je velká vesnice v Maďarsku v župě Borsod-Abaúj-Zemplén, spadající pod okres Mezőcsát. Nachází se asi 8 km jihovýchodně od Mezőcsátu a 38 km jihovýchodně od Miškovce. V roce 2015 zde žilo 1 116 obyvatel, jež dle údajů z roku 2001 tvořili 89 % Maďaři a 11 % Romové. Název doslovně znamená "pařez v příkopu".
Ároktő leží u řeky Tisy, není zde přes ni ale most, což značně stěžuje komunikaci mezi Ároktő a městem Tiszacsege na druhém konci řeky; je možné použít trajekt nebo dálniční most u města Polgár, popřípadě most u města Tiszafüred. Sousedními obcemi jsou vesnice Tiszadorogma a města Mezőcsát a Tiszacsege.